# Luis Bayón (pintor)
Luis Bayón, cuyo verdadero nombre es Luis González Iglesias (Avilés, 12 de marzo de 1894 – Barcelona, 12 de octubre de 1945), fue un pintor español.

## Biografía

### Primeros años
Su padre, José, era maestro de obras y, además, un magnífico pintor aficionado y profesor de modelado de la Escuela de Artes y Oficios. De entre sus trece hijos destacaron el segundo, José, que fue brillante escultor; el tercero, Pío, escritor y poeta, así como Luis, que hacía el número once de la abundante prole. A Luis le atraía el dibujo, y hacia 1907 ya firmaba unos carbones aceptables. Pero su padre lo dirigió hacia una profesión menos arriesgada y en 1912 entraría a trabajar en la Compañía de Maderas de San Juan de Nieva. Durante una corta temporada, apenas cuatro o cinco años, la pintura quedó arrumbada, pero a finales de la década, además de las charlas en los cafés, debió sentir la necesidad de encerrarse en la buhardilla de su casa y desde allí pintar. 
Durante las fiestas de San Agustín de 1921 se organizaría la 1.ª Exposición de Arte Avilesino. Esta exposición significó para Bayón, la constatación de que su camino estaba equivocado. En su fuero interno oía voces que le reclamaban mayor dedicación a la pintura, lo que unido a una petición de una ayuda al Ayuntamiento de Avilés para que le becasen en Madrid, junto a Juan y Gonzalo Pérez Espolita y, también, Alfredo Aguado, motivó el abandono del trabajo y el desplazamiento a Madrid para ingresar en la Real Academia de Bellas Artes de San Fernando.
Los cinco años de carrera discurrieron sin grandes sobresaltos, y eso que uno de sus condiscípulos organizaba frecuentes altercados que Luis (doce años mayor) no comprendía. Ese joven aspirante a pintor no era otro que Salvador Dalí, muy amigo, por cierto, de otra conocida suya, Maruja Mallo, quien hasta 1922 había residido y pintado en Avilés. Sus estudios fueron completamente normales, con todas las asignaturas aprobadas en la primera convocatoria, siempre pensando en su ciudad natal, aunque también pensando en irse un poco más lejos. Así que, concluida la carrera, no queriendo establecerse como profesor, pensó que lo mejor era tener miras más altas; París aún era la meta de muchos pintores y desde allí, Europa.

### Madurez
En la capital francesa conocería a algunos de los artistas de la Escuela Española de París (en especial a Ginés Parra). Residiría en Montparnasse y viajaría a Bélgica, Holanda e Italia para seguir perfeccionando su técnica. La muerte de su progenitor, en el año 1930, corta su estancia en París y su aprendizaje. En 1931 expone en los Salones de la Escuela de Artes y Oficios de Avilés, su primera muestra individual. La misma muestra la llevará posteriormente a Oviedo, Gijón y León, y no puede decirse que con éxito, ya que la mayoría de las obras siguen en su poder.
En el año 1935, se presenta a las oposiciones de Profesor de Dibujos de enseñanzas medias y las suspende. Sin embargo, no pierde el tiempo ya que trabajará de manera muy intensa en la realización de una obra de grandes dimensiones que presentará a la Exposición Nacional de Arte del año siguiente. Se trata de La Rula, de la que conocemos uno de los bocetos preparatorios y que transportará en el viaje que hace a Madrid para volver a presentarse a las oposiciones. Estando en la capital se produce el estallido de la guerra civil y aunque en los aspectos personales parecen irle mejor (ha aprobado la oposición y su obra ha sido admitida en la Exposición Nacional), decide no regresar a Avilés, su pueblo natal y encaminarse directamente a su destino: el Instituto de Enseñanza Secundaria de Cervera en la Garriga leridana. Comienza entonces una etapa de una cierta tranquilidad en la que alternará clases y salidas a pintar el paisaje catalán ante el que se planta con unas nuevas maneras de interpretarlo. Trabaja sin desmayo, como intuyendo que algo le va a suceder. Algo que le va a impedir gozar de aquella época de serenidad. Y, en efecto, ocurre. Acaba la guerra y los triunfadores deciden anular las oposiciones en las que Luis había sacado su plaza vitalicia. Considerándose un fracasado decide no retornar a Avilés y encaminarse a Barcelona, la ciudad grande en la que cree que va a encontrar más y mejores ocasiones para vivir de la pintura.

### Últimos años
Pero no será excesivamente venturosa la elección. Tendrá que impartir clases particulares y deambular por las pocas galerías que funcionan en ese período posbélico. Durante los años 1940-1941, expone esporádicamente en algunas galerías y es en 1941 cuando consigue fechas en las Galerías Augusta de Barcelona. Pese a obtener algunas buenas críticas, pesan las más adversas a un pintor que, según los críticos, no sabe captar el aire y los colores de una naturaleza tan distinta a la suya. Los años que siguen, duros para todos, lo serán más para un Luis Bayón que cada vez añora más a su pueblo natal al que continúa unido postalmente por las muchas cartas que escribe a su hermana María Teresa y también por visitas que le hacen algunos comerciantes avilesinos. Algunas obras de esta época, cada vez más complacientes, viajarían en las maletas de estos dos convecinos que aprovechan para, con cierto disimulo, ayudarle. Pasan los días sin encontrar la salida del túnel, sintiéndose algo cansado y deseando regresar a Avilés, pero no se siente con fuerzas para hacerlo derrotado. Con gran dolor, rompe con todo y cada vez espacia más las cartas. Entre varios episodios de mala salud, regresa a la pintura y se siente con ánimos para realizar una gran tela con la que piensa concurrir a la Exposición Nacional de 1946, eligiendo para ello a una tertulia de pintores y coleccionistas que se reúnen en la trastienda de un comercio de antigüedades.
Sin concluir la obra, a falta de unas pocas pinceladas, deberá ingresar en el Hospital de la Santa Cruz y San Pablo. Allí, tras una operación, fallecerá el 12 de octubre de 1945 sin haber visto cumplidos ni su gran deseo de ser un pintor reconocido, ni aquel otro, más profundo, del regreso al Avilés que había abandonado, sin saber, diez años atrás, que nunca más volvería.
Luis Bayón fue enterrado en el cementerio de Montjuïc, en Barcelona. Una calle en su municipio natal, Avilés, lleva su nombre. Se conservan obras suyas en las colecciones del Museo de Bellas Artes de Asturias (Oviedo) y del Centro de Estudios del Alfoz de Gauzón (Avilés).